# Rhein-Sieg-Verkehrsgesellschaft
Die Rhein-Sieg-Verkehrsgesellschaft mbH (RSVG) ist ein kommunaler Verkehrsbetrieb. Ihr Geschäftszweck ist die Bereitstellung und Unterhaltung eines ausreichenden Verkehrsangebotes im öffentlichen Personennahverkehr vor allem durch das Betreiben der Omnibusverkehre im nordrhein-westfälischen Rhein-Sieg-Kreis.: 92 Außerdem betreibt sie mit der Rhein-Sieg-Kreis-Eisenbahn gewerbsmäßigen Schienengüterverkehr.: 92 Unternehmenssitz ist Troisdorf, Busbetriebshöfe sind in Troisdorf-Sieglar und in Hennef (Sieg). Die RSVG ist Mitglied im Verkehrsverbund Rhein-Sieg.
Im Linienbündel „rechtsrheinisches Kreisgebiet“ erbringt die RSVG über den Konzessionszeitraum Januar 2017 bis Dezember 2026 im Auftrag des ÖPNV-Aufgabenträgers Rhein-Sieg-Kreis den Busverkehr auf Basis eines 2013 beschlossenen öffentlichen Dienstleistungsauftrags.: 3: 13 Sie ist eines von vier Verkehrsunternehmen, die im Gebiet des Rhein-Sieg-Kreises gemäß Personenbeförderungsgesetz Ausgleichszahlungen vom Landkreis erhalten. Neben der Rhein-Sieg-Verkehrsgesellschaft sind dies die
- Oberbergische Verkehrsgesellschaft mbH (OVAG)
- Regionalverkehr Köln GmbH (RVK)
- Stadtwerke Bonn Verkehrs GmbH (Abkürzung SWBV, Markenname SWB Bus und Bahn)

Drei weitere Verkehrsunternehmen erbringen im Kreisgebiet eigenwirtschaftlich öffentliche Verkehrsleistungen.: 2 Den Busverkehr im Linienbündel „linksrheinisches Kreisgebiet“ erbringt die Regionalverkehr Köln GmbH auf Basis eines öffentlichen Dienstleistungsauftrags von Dezember 2020 bis Dezember 2026.: 3

## Geschäftstätigkeit

### Geschichte
Die Rhein-Sieg-Verkehrsgesellschaft wurde am 30. November 1972 gegründet: 92 und nahm am 1. Januar 1973 ihre Geschäftstätigkeit als Zusammenschluss der Verkehrsbetriebe des Rhein-Sieg-Kreis GmbH (vormals Kleinbahn Siegburg–Zündorf) und der Siegburger Verkehrsgesellschaft m.b.H. mit der Rhein-Sieg-Kreis-Eisenbahn auf.
Die Rhein-Sieg-Eisenbahn AG war die Betriebsgesellschaft der 87,3 km langen Bröltalbahn. Ihr Hauptaktionär war die Basalt AG aus Linz am Rhein. Der Reisezugverkehr auf der Bröltalbahn war zuvor komplett auf Kraftomnibusverkehr umgestellt worden, so dass die Gesellschaft ein reiner Busbetrieb war. Die RSVG kaufte am 1. Januar 1973 die Anteile auf, nachdem die Basalt AG das Interesse an der Rhein-Sieg-Eisenbahn verloren hatte.
Ab dem 29. September 1974 waren die Rhein-Sieg-Eisenbahn und die RSVG in einer Verkehrsgemeinschaft mit gemeinsamen Fahrplänen und Tarifen untergebracht. Zum 1. Januar 1977 wurde der Betrieb der RSE komplett von der RSVG übernommen und die RSE schließlich am 30. September 1983 aus dem Handelsregister gestrichen. Somit war die RSVG von nun an der einzige Linienbusunternehmer im rechtsrheinischen Rhein-Sieg-Kreis neben Kraftpost und Deutscher Bundesbahn.

### Beteiligungen
Das Unternehmen gehört zu 94,5 % der Kreisholding Rhein-Sieg GmbH und zu den übrigen 5,5 % dem Landkreis.: 93
Der Personalbestand der Muttergesellschaft RSVG ohne die Beteiligungen lag im Jahr 2016 bei 185 Mitarbeitenden und sank bis 2020 auf 140.: 95

#### Bus- und Bahn-Verkehrsgesellschaft des Rhein-Sieg-Kreises
Die Bus- und Bahn-Verkehrsgesellschaft mbH des Rhein-Sieg-Kreises (BBV) wurde 1998 gegründet und gehört zu 100 % der Rhein-Sieg-Verkehrsgesellschaft. Zweck der Beteiligung ist u. a. die Durchführung der öffentlichen Linienverkehre, von Sonderformen des Linienverkehrs, Verkehren nach der Freistellungs-Verordnung, Gelegenheitsverkehren sowie des Schienengüterverkehrs nach Allgemeinem Eisenbahngesetz. Für das Erbringen der Fahrleistung werden Fahrzeuge der Muttergesellschaft RSVG verwendet.: 99
Der Personalbestand hat sich über die Jahre 2016 bis 2020 von 230 auf 310 Mitarbeitende erhöht.: 101

#### Rechtsrheinische Bus-Verkehrsgesellschaft
Die Rechtsrheinische Bus-Verkehrsgesellschaft mbH (RBV) wurde 2003 gegründet und gehört zu 100 % der Rhein-Sieg-Verkehrsgesellschaft. Zweck der Beteiligung ist die Durchführung des öffentlichen Personennahverkehrs im rechtsrheinischen Kreisgebiet sowie von Gelegenheitsverkehr wie Ausflugsfahrten und Verkehr mit Mietomnibussen.: 104
Der Personalbestand verringerte sich über die Jahre 2016 bis 2020 von 40 auf 28 Mitarbeitende.: 106

## Fahrzeuge
Seit dem Jahr 2014 modernisierte die RSVG ihre Flotte mit neuen Bussen der Euro-6-Norm oder höher, die über Ausstattungsmerkmale verfügen, die einen höheren Fahrgastkomfort versprechen, etwa Klimaanlagen, USB-Ladeports, gepolsterte Sitzschalen und teilweise WLAN. Im Jahr 2020 wurde die RSVG-Flotte durch 39 Gelenkbusse vom Typ MAN Lion’s City 18C sowie 27 Solobusse vom Typ Lion’s City 12C ergänzt, welche ältere Fahrzeuge ersetzten, die dem RSVG-Standard nicht mehr entsprochen haben. Für die Ausweitung des Angebots durch neue Schnellbuslinien wurden weitere 10 Busse desselben Typs angeschafft. Nach einem schweren Verkehrsunfall auf dem SB56 wurde der verunfallte MAN Lion’s City 18C durch einen Vorführwagen des Typs C2 GÜ von Mercedes-Benz ersetzt. Im Jahr 2024 hat die RSVG sechs neue Elektrobussen des Typs BYD K9UD eingeführt. Diese Elektrobusse sind 12 Meter lang und bieten Platz für bis zu 67 Fahrgäste. Neben der Anschaffung der Elektrobusse präsentierte die RSVG auch ein neues Design für ihre Flotte, um die Modernisierung und den nachhaltigen Ansatz des Unternehmens zu unterstreichen.
Die RSVG setzt folgende Niederflur-Busse im Betrieb ein:
| Hersteller    | Bustyp                                      | Baujahr(e) | Anzahl                                            | Fahrgastinfo/Ausstattung                                                 |
| ------------- | ------------------------------------------- | ---------- | ------------------------------------------------- | ------------------------------------------------------------------------ |
| MAN           | A21 (NL 283 Lion’s City) (tlw. Überlandbus) | 2009       | 3 Stadtbus (größtenteils Ausgemustert) 2 Überland | LC-Bildschirm, autom. Ansagen LC-Bildschirm, autom. Ansagen, Klimaanlage |
| MAN           | A23 (NG 323 Lion’s City)                    | 2009       | 10 (größtenteils Ausgemustert)                    | LC-Bildschirm, autom. Ansagen                                            |
| MAN           | A21 (NL 283 Lion’s City)                    | 2010       | 15 (größtenteils Ausgemustert)                    | LC-Bildschirm, autom. Ansagen                                            |
| Solaris       | Urbino 12                                   | 2011       | 3 (größtenteils Ausgemustert)                     | LC-Bildschirm, autom. Ansagen                                            |
| Solaris       | Urbino 18                                   | 2011       | 4 (größtenteils Ausgemustert)                     | LC-Bildschirm, autom. Ansagen                                            |
| Solaris       | Urbino 12                                   | 2012       | 13 (größtenteils Ausgemustert)                    | LC-Bildschirm, autom. Ansagen                                            |
| MAN           | A21 (NL 283 Lion’s City)                    | 2014       | 11                                                | LC-Bildschirm, autom. Ansagen                                            |
| MAN           | A40 (NG 323 Lion’s City)                    | 2014       | 4                                                 | LC-Bildschirm, autom. Ansagen                                            |
| Solaris       | Urbino 12                                   | 2014       | 12                                                | LC-Bildschirm, autom. Ansagen, Klimaanlage                               |
| Solaris       | Urbino 18                                   | 2014       | 5                                                 | LC-Bildschirm, autom. Ansagen, Klimaanlage                               |
| MAN           | A37 (NL 293 Lion’s City)                    | 2015       | 8                                                 | LC-Bildschirm, autom. Ansagen, Klimaanlage                               |
| MAN           | A20 (NÜ 323 Lion’s City)                    | 2015       | 2                                                 | LC-Bildschirm, autom. Ansagen, Klimaanlage                               |
| MAN           | A40 (NG 363 Lion’s City GL)                 | 2015       | 5                                                 | LC-Bildschirm, autom. Ansagen, Klimaanlage                               |
| MAN           | A37 (NL 293 Lion’s City)                    | 2016       | 8                                                 | LC-Bildschirm, autom. Ansagen, Klimaanlage                               |
| MAN           | A20 (NÜ 323 Lion’s City)                    | 2016       | 2                                                 | LC-Bildschirm, autom. Ansagen, Klimaanlage                               |
| MAN           | A40 (NG 363 Lion’s City GL)                 | 2016       | 2                                                 | LC-Bildschirm, autom. Ansagen, Klimaanlage                               |
| Volvo         | 7900 H                                      | 2016       | 3                                                 | LC-Bildschirm, autom. Ansagen, Klimaanlage                               |
| MAN           | A40 (NG 363 Lion’s City GL)                 | 2018       | 5                                                 | LC-Bildschirm, autom. Ansagen, Klimaanlage                               |
| IVECO         | Crossway                                    | 2018       | 10                                                | LC-Bildschirm, autom. Ansagen, Klimaanlage                               |
| MAN           | A40 (NG 363 Lion’s City GL)                 | 2019       | 5                                                 | LC-Bildschirm, autom. Ansagen, Klimaanlage                               |
| MAN           | A37 (NL 293 Lion’s City)                    | 2019       | 8                                                 | LC-Bildschirm, autom. Ansagen, Klimaanlage                               |
| MAN           | 18C (Lion’s City)                           | 2020       | 39                                                | LC-Bildschirm, autom. Ansagen, Klimaanlage, 4 Türen                      |
| MAN           | 12C (Lion’s City)                           | 2020       | 27                                                | LC-Bildschirm, autom. Ansagen, Klimaanlage, 3 Türen                      |
| MAN           | 18C (Lion’s City)                           | 2021       | 4 (Seit 05/22, vorher 5)                          | LC-Bildschirm, autom. Ansagen, Klimaanlage, WLAN, 4 Türen                |
| MAN           | 12C (Lion’s City)                           | 2021       | 5                                                 | LC-Bildschirm, autom. Ansagen, Klimaanlage, WLAN, 3 Türen                |
| Mercedes-Benz | C2 GÜ                                       | 2021       | 1 (Ersatz für verunfallten Lion’s City 18C)       | LC-Bildschirm, autom. Ansagen, Klimaanlage, WLAN, 3 Türen                |
| BYD           | K9UD                                        | 2024       | 6                                                 | LC-Bildschirm, autom. Ansagen, Klimaanlage, WLAN, 3 Türen                |

### Subunternehmen
Für die RSVG fahren viele Subunternehmen. Einige Linien, wie jene im Bereich Eitorf, werden inzwischen ausschließlich von Subunternehmen bedient. Der Standard dieser Busse entspricht teilweise denen der RSVG, jedoch wurden meist erst in den aktuellen Bussen Fahrgastinformationssysteme und Klimaanlagen eingerichtet. Die RSVG verpflichtet ihre Subunternehmer bei Neuanschaffungen auf moderne Fahrzeuge, die dem RSVG-Standard entsprechen, zu setzen.

## Linienbusverkehr
Die RSVG betreibt den Busverkehr im rechtsrheinischen Rhein-Sieg-Kreis. Die Ballungszentren sind Troisdorf, Siegburg und Hennef, wo Anschlüsse zu den Zügen der S-Bahn Köln und des Regionalverkehrs bestehen. Mehrere Buslinien fahren nach Bonn.
Die Hauptlinien im städtischen Raum verkehren montags bis freitags meist im 20-Minuten-Takt, samstags halbstündlich und sonntags stündlich. Im ländlichen Raum herrscht als Grundangebot ein Stundentakt und am Wochenende ein Zweistundentakt. Bei schwacher Nachfrage kommen teilweise auch Taxibusse zum Einsatz.

### Bedarfsorientierte Verkehre
Das Busnetz wird in sechs rechtsrheinischen Gemeinden durch Anruf-Sammeltaxen (Linien 580 bis 587) ergänzt, deren Konzession die RSVG bis Jahresende 2026 hält.: 52 Bürgerbusvereine gibt es zu Anfang 2022 in fünf rechtsrheinischen Gemeinden. Die Fahrten finden außerhalb des Verbundtarifs statt, die Konzessionen hält die RSVG, die auch die Fahrzeuge bereitstellt.: 53

### Schülerverkehr
Für den Schulverkehr gibt es Zusatzfahrten auf vielen Linien, die wichtige Schulstandorte direkt anfahren, ansonsten aber die normalen Linienwege benutzen. Zusätzlich existieren die Linien 590 (Lohmar), 592 (Hennef), 593 (Neunkirchen-Seelscheid), 597 (Windeck), 598 (Königswinter) und 599 (Sankt Augustin) mit ausschließlich schulbezogenen Fahrten und jeweils mehreren Linienwegvarianten abseits der regulären öffentlichen Linien. In Eitorf, Much, Neunkirchen-Seelscheid und Ruppichteroth gibt es darüber hinaus Schulbusverkehre, die nicht der RSVG unterstehen, sondern von den Gemeinden organisiert werden.

## Linien der RSVG
In dieser Liste sind alle Linien enthalten, die durch die RSVG und/oder ihre Subunternehmer bedient oder teilweise mitbedient werden. Alle Linien im Verkehrsverbund Rhein-Sieg, die mit der Ziffer 5 beginnen, werden von der RSVG gefahren.

### Linienübersicht
| Linie | Strecke | Takt Mo–Fr / Sa / So                                               |
| ----- | --- | ------------------------------------------------------------------ |
| 117   | Bonn Hbf – Beuel – Niederkassel-Mondorf – Rheidt – Niederkassel – Ranzel – Lülsdorf – Langel – Köln-Zündorf – Porz-Wahn (Gemeinschaftslinie mit SWBV, ab Stadtgrenze Köln Linie der KVB) | 10–30 / 10–30 / 30–60                                              |
| 501   | Siegburg Bf – Troisdorf Aggerbrücke – Troisdorf Bf – Sieglar – Bergheim – Niederkassel-Mondorf – Rheidt – Lülsdorf                                                                       | 20 / 20–30 / 30                                                    |
| 502   | Siegburg Bf – Siegburg-Brückberg – Siegburg BF | 30 / 60 / 60 (T) (T=Taxibus)                                       |
| 503   | Siegburg Bf – Troisdorf Aggerbrücke – Troisdorf Bf – Spich – Kriegsdorf – Sieglar | 10–20 / 20–30 / 30                                                 |
| 504   | Spich – Niederkassel-Uckendorf – Lülsdorf | 20–60 / 60 / 60                                                    |
| 505   | Spich Busbahnhof – Spich Brüsseler Str. – Wahn Bf | 30–60 / 60 (T) / –                                                 |
| 506   | Troisdorf Waldfriedhof – Troisdorf Bf – Friedrich-Wilhelms-Hütte – Sieglar RSVG | 10–20 / 20–30 / 30                                                 |
| 507   | Lohmar Schulzentrum – Altenrath – Troisdorf Bf – Spich – Junkersring | 30 / 60 (nur Lohmar bis Troisdorf) / 60 (nur Lohmar bis Troisdorf) |
| 508   | Sankt Augustin Zentrum – Menden – Troisdorf Bf – Spich – Spich Bahnhof | 20 / 20–30 / 30 (nur St. Augustin bis Troisdorf)                   |
| 509   | Siegburg-Zange – Siegburg Bf – Nordfriedhof – Siegburg Bf – Zange | 60 (T) / 60 (T) / 60 (T)                                           |
| 510   | Siegburg Bf – Kaldauen – Seligenthal – Hennef-Allner – Hennef Bf | 10–30 / 15–30 / 30                                                 |
| 511   | Siegburg-Schneffelrath – Braschoß – Schreck – Stallberg – Siegburg Bf | 30 / 60 / 60 (T)                                                   |
| 512   | Ittenbach ZOB – Stieldorf – Niederpleis – Siegburg Bf | 20–60 / 30–60 / 60                                                 |
| 513   | Oberpleis – Niederpleis – Siegburg Bf | 60 / – / –                                                         |
| 515   | Siegburg Bf – Wolsdorf – Siegburg Bf | 30(T) / 30(T) / 60(T)                                              |
| 516   | Vilich-Müldorf Kirche – Birlinghoven – Söven – Hennef Bf | 30–60 / 60 / 120                                                   |
| 517   | Sankt Augustin Zentrum – Großenbusch – Hangelar Ost | 30–60 / 60 / –                                                     |
| 518   | Sankt Augustin Zentrum – Niederberg – Hangelar Grundschule | 60 (T) / 60 (T) / 60 (T)                                           |
| 520   | Oberpleis Busbf – Thomasberg – Heisterbacherrott – Oberdollendorf – Niederdollendorf Bahnhof                                                                                             | 10–20 / 20 / 30                                                    |
| 521   | Oberpleis Busbf – Ittenbach – Königswinter Bahnhof | 30 / 60 / 60                                                       |
| 522   | Hennef Bf – Warth – Lichtenberg – Uckerath | 30 / 60 / 60                                                       |
| SB 52 | Hennef Bf – Lichtenberg – Uckerath – Krautscheid (Buchholz) – Buchholz (Westerwald) – Rindhausen – Asbach                                                                                | 30-60 / 60 / (60)                                                  |
| 523   | Hennef Bf → Geisbach → Warth → Hennef Bf | 60 / 60 / 60                                                       |
| 524   | Hennef-Uckerath – Hove – Hanf – Dahlhausen – Edgoven – Warth – Hennef Bf | 30–60 / 120 / 120                                                  |
| 525   | Hennef Bf – Söven – Rott – Dambroich – Westerhausen – Sand – Oberpleis Busbf | 30–60 / 60 / 120                                                   |
| 527   | Siegburg Bf – Sankt Augustin-Buisdorf – Hennef-Stoßdorf – Hennef-Geistingen – Hennef Bf                                                                                                  | 15–30 / 30 / 30                                                    |
| 529   | Hennef – Buisdorf – Niederpleis – Sankt Augustin Zentrum – Pützchen – Küdinghoven – Ramersdorf                                                                                           | 30 / 30 / 60                                                       |
| SB 53 | Hennef Bf – Schönenberg – Ruppichteroth – Berkenroth – Ziegenhardt – Waldbröl | 60 / 60 / 60                                                       |
| 530   | Hennef Bf – Blankenberg – Uckerath | 60 / 60 / 60                                                       |
| 531   | Hennef Bf – Winterscheid – Ruppichteroth | 60 / 120 / 120                                                     |
| 532   | Hennef Bf – Weldergoven – Lauthausen – Oberauel – Bödingen – Weldergoven – Hennef Bf | 30-60 / 120 / 120                                                  |
| 533   | Eitorf Bf – Halft – Köttingen – Rankenhohn – Bohlscheid – Eitorf Bf | 60 / 120 (T) / 120 (T)                                             |
| 535   | Oberpleis Busbf – Uthweiler – St. Augustin-Birlinghoven – Niederpleis – Sankt Augustin Zentrum                                                                                           | 60 / 60 / 60                                                       |
| 536   | Oberpleis Busbf – Berghausen – Eudenbach – Sassenberg | 30–60 / 120 / 120                                                  |
| 537   | Oberpleis Busbf – Stieldorf – Vinxel – Bonn-Niederholtorf – Beuel – Bonn Hbf (Gemeinschaftslinie mit SWBV)                                                                               | 30 / 30 / 60                                                       |
| 539   | Oberpleis Busbf – Berghausen – Eudenbach – Buchholz (Westerwald) – Griesenbach – Asbach                                                                                                  | unregelm.                                                          |
| 540   | Bonn Hbf – Bonn-Beuel – Menden – Sankt Augustin Zentrum (Gemeinschaftslinie mit SWBV) | 20 / 20 / –                                                        |
| 541   | Oberpleis Busbf – Uthweiler – Bockeroth – Vinxel – Oberkassel Süd/Römlinghoven – Königswinter Bahnhof (Gemeinschaftslinie mit SWBV)                                                      | 30–60 / 60 (T) / 120 (T)                                           |
| 542   | Schladern – Rosbach – Gierzhagen – Mittel (Schulbuslinie Windeck) | unregelmäßig                                                       |
| 543   | Herchen – Rosbach – Öttershagen – Perseifen | 60-30-60 / 60 / 60(T)                                              |
| 544   | (Au Bahnhof) – Halscheid – Hurst – Rosbach – (Herchen Schule) | 60-30-60 / 60 / 60(T)                                              |
| 545   | Röhrigshof – Leuscheid – Geilhausen – Imhausen – Rosbach (Schulbuslinie) | unregelmäßig                                                       |
| 546   | Rosbach – Schladern – Dattenfeld – Rossel | 30-60 / 60(T) / 60(T)                                              |
| 547   | Rosbach – Dreisel – Dattenfeld – Herchen | 60-30 / 60 / 60(T)                                                 |
| 548   | Rosbach – Locksiefen – Leuscheid – Herchen | 60-30 / 60 / 60(T)                                                 |
| 549   | Herchen – Oberrieferath – Niederrieferath – Lüttershausen – Ruppichteroth (Schulbuslinie)                                                                                                | unregelmäßig                                                       |
| 550   | Porz-Wahn (S) – Libur – Ranzel – Lülsdorf – Niederkassel – Rheidt – Niederkassel-Mondorf – Bonn-Castell – Bonn Hbf (Gemeinschaftslinie mit SWBV, ab Stadtgrenze Köln Linie der KVB)      | 20 / 20 / 30                                                       |
| 551   | Bonn Hbf – Bonn-Beuel – Troisdorf-Bergheim – Müllekoven – Eschmar – Sieglar – Kriegsdorf – Troisdorf Bf (Gemeinschaftslinie mit SWBV)                                                    | 20 / 20 / 30                                                       |
| 552   | Bonn-Nordstadt – Troisdorf-Bergheim – Müllekoven – Eschmar – Sieglar (Gemeinschaftslinie mit SWBV)                                                                                       | 30 (nur HVZ an Schultagen) / – / -                                 |
| 553   | Siegburg Bf – Lohmar – Honrath – Neuhohnrath | 60 / – / –                                                         |
| 554   | Lohmar – Birk – Heide | 30–60 / – / –                                                      |
| 555   | Siegburg Bf – Lohmar – Pohlhausen | 30–60 / 60 / –                                                     |
| 556   | Siegburg Bf – Lohmar – Rösrath Bf | 30 / 60 / 120                                                      |
| 557   | Siegburg Bf – Lohmar – Wahlscheid – Overath Bf | 30–60 / 60 / 120                                                   |
| 558   | Lohmar – Overath | 30–60 / – / –                                                      |
| 559   | Lohmar – Kern – Neuhonrath | 60 / – / –                                                         |
| 560   | Bad Honnef Bf – Himberg – Aegidienberg – Königswinter-Oberpleis Busbf | 60 / – / –                                                         |
| SB51  | Bad Honnef – Himberg – Asbach Markt – Asbach VC Tankstelle |                                                                    |
| 561   | Wülscheid – Aegidienberg – Ittenbach – Königswinter Bahnhof | 60 / 60 / 60                                                       |
| 562   | Köhlershohn – Windhagen – Asbach – Limbach – Neustadt (Schulbuslinie Rheinland-Pfalz) | Unregelmäßig                                                       |
| 564   | Neustadt – Asbach – Limbach – Mühleip – Eitorf Bf | 60 / 120 / 120 (T)                                                 |
| 565   | Rhöndorf – Bad Honnef – Unkel – Rheinbreitbach – Erpel – Linz – Linz Schulzentrum | 20-60 / 20-60 / 60                                                 |
| 566   | Bad Honnef – Bad Honnef-Mitte – Bad Honnef – Selhof (Kleinbuslinie) | 30 / 60-30 7 60-30                                                 |
| 570   | Eitorf Bf – Süchterscheid – Hennef-Uckerath | 60 / 120 (T) / 120 (T)                                             |
| 571   | Eitorf Bf – Alzenbach – Rodder | 60 / 120 (T) / 120 (T)                                             |
| 572   | Windeck-Leuscheid – Herchen Bf | 60 (Kleinbus) / 120 (T) / 120 (T)                                  |
| 573   | Eitorf Bf – Obenroth – Mühleip | 60 / 120 / 120 (T)                                                 |
| SB54  | Much – Marialinden – Overath Bf | 60 / 120 / 120                                                     |
| 576   | Neunkirchen – Seelscheid – Much – Marienfeld-Kirche | 60 / 60 / 60                                                       |
| SB 56 | Siegburg Bf – Pohlhausen – Seelscheid – Much Rathaus | 30-60 / 30-60 / 60                                                 |
| 577   | Siegburg Bf – Pohlhausen – Neunkirchen | 30 / 60 / 60                                                       |
| 578   | Hennef Bf – Happerschoß – Neunkirchen – Much Schulzentrum | 30-60 / 60 / 60                                                    |
| 579   | Eitorf Bf – Halft – Herchen – Herchen Grundschule | 60 / 60 / 60(T)                                                    |
| 640   | Bonn Hbf – Menden – Siegburg (SWBV) | 20 / 20 / 30                                                       |

### Linienhistorie
Am 13. Dezember 2009 wurden einige Buslinien geändert. Die Buslinie 550, die von der RSVG, von SWB Bus und Bahn und der Regionalverkehr Köln betrieben wird, wurde mit der Linie 163 verknüpft und die Linie 501 wurde mit der Linie 164 der Kölner Verkehrs-Betriebe verknüpft. So entstand die Linienverbindung 163/550 bzw. 164/501. Die Fahrten gehen jedoch ineinander über, so dass ein Umstieg nicht erforderlich ist. Es werden lediglich die Liniennummern gewechselt. Auf Kölner Stadtgebiet fahren die Linien als 163 bzw. 164 und im Rhein-Sieg-Kreis und in Bonn als 550 bzw. 501.
Seit Sommerfahrplanwechsel im August 2019 ist die KVB-Linie 164 mit der Linie SB55 verbunden. Die Linie tauschte ihren Ast mit der Linie 501, die an der Haltestelle Lülsdorf, Stahlenstraße endet.
Ab 1. Juni 2020 übernahm die RSVG im Rahmen eines übergangsweise vergebenen Verkehrsvertrags kurzfristig drei Buslinien nach Asbach (Westerwald) im Landkreis Neuwied, nachdem das Omnibusunternehmen Martin Becker sich nicht erneut um die Konzession beworben hatte.: 95 Zum 1. Januar 2021 kamen vier weitere Linien hinzu. Im Unterschied zu den lang laufenden Vergaben der Linienbündel im Rhein-Sieg-Kreis werden diese Verkehre in Rheinland-Pfalz mit kurzen Laufzeiten vergeben.
Zum 7. August 2023 wurden im Bereich Windeck das Liniennetz geändert und die Schulbusverkehre in die Regelverkehre integriert.
Seit dem Fahrplanwechsel am 10. Dezember 2023 wird die Linienverbindung 163/550 auf ihrem gesamten Laufweg einheitlich als Linie 550 geführt. Die Linienverbindung 164/SB55 wird auf ihrem gesamten Laufweg einheitlich in 117 umbenannt und der Schnellbuscharakter entfernt, sodass alle am Linienweg gelegenen Haltestellen bedient werden. Des Weiteren wurde mit der Linie 530 eine neue Kleinbuslinie unter den Namen „Siegtalhüpfer“ in Betrieb genommen, um die Orte im Siegtal zwischen Hennef und der Stadt Blankenberg an das Busnetz der RSVG anzuschließen.

## Schienenverkehr

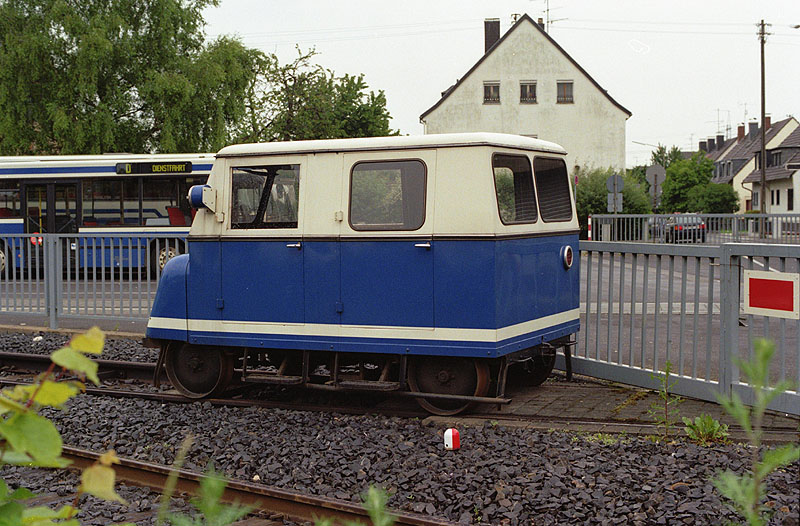
Motordraisine der RSVG neben dem Betriebshof

Die RSVG betreibt als Eisenbahninfrastruktur- und -verkehrsunternehmen Güterverkehr auf der 15,3 km langen Reststrecke der ehemaligen Kleinbahn Siegburg–Zündorf zwischen Troisdorf und Niederkassel-Lülsdorf mit einer Gleislänge von 18,1 km.
Das Verkehrsaufkommen auf dieser Industriebahn ging ab den 2000er Jahren stark zurück, nach zuvor drei täglichen Übergabegüterzugen zum Evonik-Werk Lülsdorf wurde zu einem nicht genau beschriebenen Zeitpunkt nur noch einer am Tag gefahren. Eingesetzt werden dabei zwei 60 Tonnen schwere Diesellokomotiven des Herstellers MaK, die der RSVG gehören. Für besondere Zwecke besaß die RSVG eine Motordraisine (Gleiskleinkraftwagen).
Im Bereich des Sieglarer Kreisverkehrs unmittelbar neben dem Betriebshof verläuft die Strecke mitten auf der Straße. Bevor der Zug diesen Teil passieren kann, wird die Zugfahrt abgesichert, indem zahlreiche Lichtsignalanlagen den Straßenverkehr anhalten. Viele Bahnübergänge entlang der Strecke sind technisch mit Lichtsignalanlagen, aber nicht mit Schranken gesichert.